# Lufthansa CityLine
Lufthansa CityLine GmbH è una compagnia aerea regionale con sede a Colonia, in Germania. Si tratta di una consociata interamente controllata da Lufthansa e membro di Lufthansa Regional. È la più grande compagnia aerea regionale in Europa.

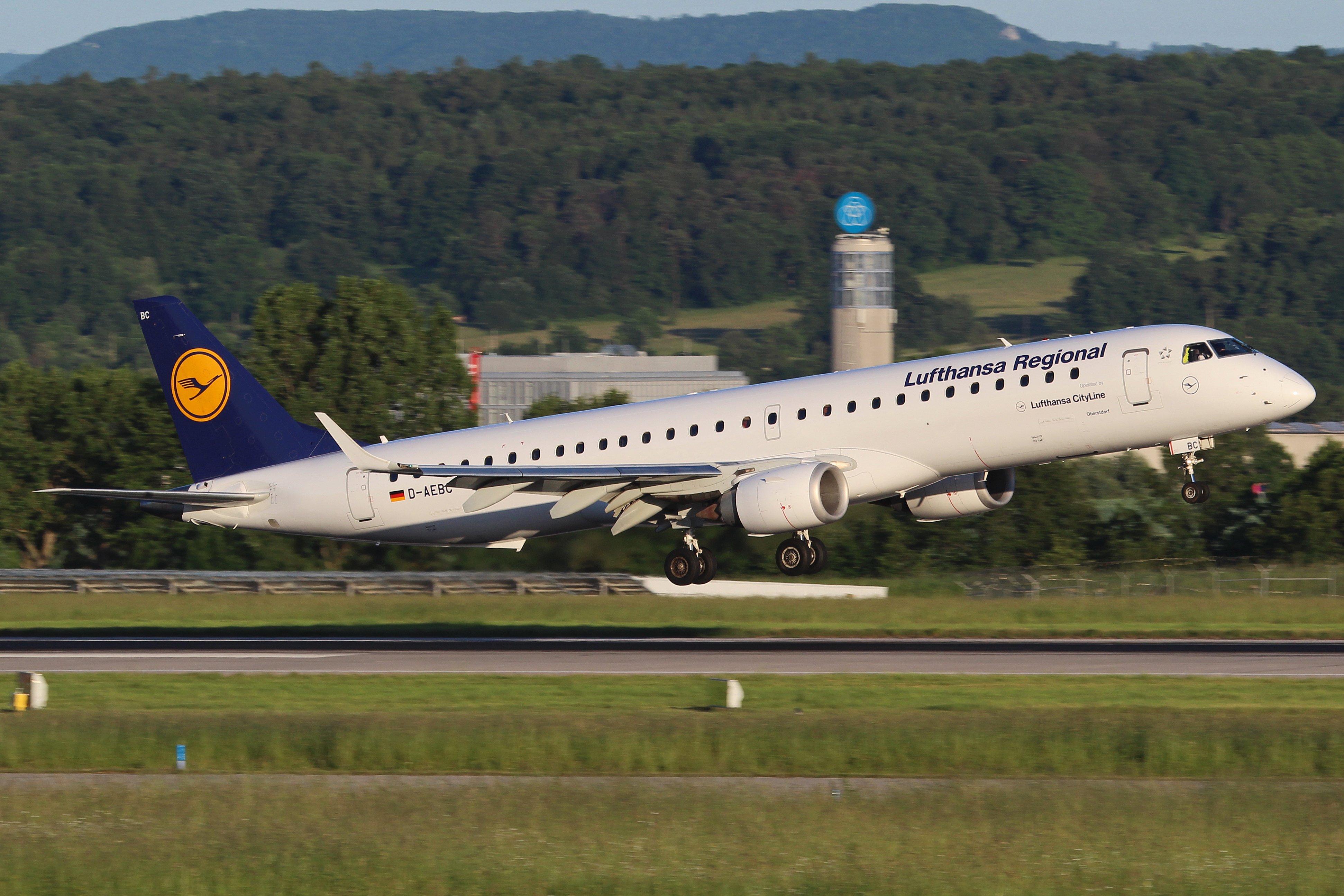
Embraer E-195 di Lufthansa CityLine in livrea Lufthansa Regional.

La sua base principale è l'aeroporto di Monaco di Baviera, altri hub sono l'aeroporto di Amburgo, l'aeroporto di Francoforte sul Meno, l'aeroporto di Düsseldorf e l'aeroporto di Colonia/Bonn.

## Storia
La compagnia è stata fondata come Ostfriesische Lufttaxi (OLT) nel 1958 e divenne Ostfriesische Lufttransport (OLT) nel 1970 (esiste ancora oggi come una compagnia separata).
È stata riorganizzata e rinominata come DLT Luftverkehrsgesellschaft mbH nell'ottobre 1974 e ha iniziato la collaborazione con Lufthansa nel 1978 con collegamenti internazionali a corto raggio.
Nel marzo 1992 DLT divenne una consociata interamente controllata da Lufthansa e venne ribattezzata Lufthansa CityLine.
Nel luglio 2007 essa aveva 2.520 dipendenti.

## Flotta

### Flotta attuale
A maggio 2025 la flotta di Lufthansa CityLine è composta dai seguenti aeromobili:

### Flotta storica
Nel corso degli anni, Lufthansa CityLine ha operato i seguenti aeromobili: